# ال‌پاسو (ایلینوی)
ال‌پاسو، ایلینوی (به انگلیسی: El Paso, Illinois) یک شهر در ایالات متحده آمریکا با جمعیت ۲٬۸۱۰ نفر است که در ایلی‌نوی واقع شده‌است.

## موقعیت جغرافیایی
موقعیت جغرافیایی شهرها و مناطق اطراف به شرح زیر است: